# Casarza Ligure
Casarza Ligure (en ligur Casarsa) és un comune italià, situat a la regió de la Ligúria i a la ciutat metropolitana de Gènova. El 2011 tenia 6.722 habitants. Limita amb les comunes de Castiglione Chiavarese, Maissana, Moneglia, Ne i Sestri Levante.

## Geografia
Situat a la vall Petronio, compta amb una superfície de 27,82 km² i les frazioni de Bargone, Cardini, Francolano, Massasco i Veric.